# George Poolman
George Poolman (Australia, 6 de septiembre de 2002) es un jugador profesional australiano de rugby que se desempeña en la posición de wing izquierdo en Western Force, equipo perteneciente a la liga Súper Rugby.

## Carrera
En 2021, Poolman se unió al equipo Sydney University Football Club (2021-2022), posteriormente pasó a Western Force, con el cual disputó su segunda temporada en la Súper Rugby.